# Spodnie sztuczkowe

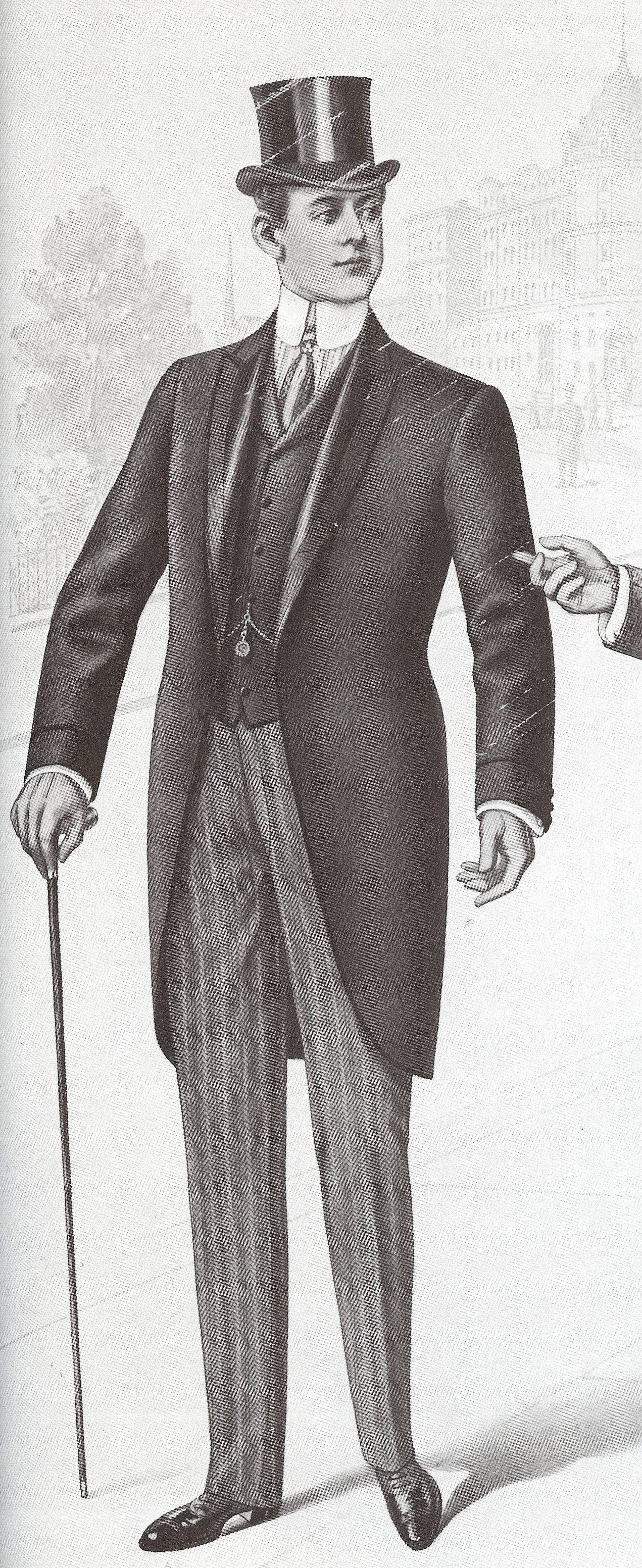
Spodnie sztuczkowe

Spodnie sztuczkowe (ang. formal striped trousers) – klasyczne męskie spodnie (długie i wąskie) uszyte z tkaniny wełnianej, najczęściej z flaneli, w kolorze szarym w prążki. Prążki mogą być w kolorze jasnoszarym, białym, srebrnym lub czarnym. Spodnie te są częścią męskiego stroju dziennego (ang. morning dress, niem. Stresemann Anzug). 

## Krój
Krój spodni sztuczkowych jest klasyczny o podwyższonym stanie, z zakładkami. Szeroki u góry, zwężający się ku dołowi z zaprasowanymi kantami, bez mankietów. Spodnie te powinny układać się luźno na biodrach i nie obciskać w pasie. Są one przystosowane do noszenia na szelkach; mają specjalne guziki wszyte po wewnętrznej stronie. Nie mają szlufek, bo nie używa się do nich skórzanego paska.

## Tkanina
Tkanina na spodnie sztuczkowe jest tkana przemiennie z nici tworzących prążek w podstawowym kolorze i nici prążka ozdobnego o szerokości od kilku do kilkunastu milimetrów. W przeciwieństwie do tkaniny w cienkie prążki (ang. pinstripes fabric) mającej równoległe cienkie prążki o szerokości mniejszej niż jeden milimetr. Często jest to tylko jedna nić osnowy w innym, zwykle jasnym kolorze. Jest to popularna tkanina wełniana używana do szycia garniturów biznesowych.

## Sposób noszenia
Spodnie sztuczkowe zawsze są noszone wraz z żakietem lub marynarką. Żakiet lub marynarka muszą być jednobarwne, zwykle ciemniejsze od spodni, bez wzoru. Popularnym elementem tego stroju jest kamizelka zakrywająca szelki. Nie nosi się garniturów z tkaniny używanej na spodnie sztuczkowe ani nie nosi się spodni sztuczkowych samodzielnie (tj. tylko do koszuli), gdyż jest to uważane za faux pas.